# Burgwall Hohenbüssow
Der Burgwall Hohenbüssow ist ein slawischer Burgwall in der Gemeinde Alt Tellin im Landkreis Vorpommern-Greifswald. Das Bodendenkmal liegt etwa 1500 Meter südöstlich des Ortes am Rande des Hohenbüssower Waldes. Die Slawen nutzten hier einen Geländesporn am Tollensetal für die Anlage ihrer versteckt liegenden Höhenburg aus. Heute führt kein direkter Weg zu der Burganlage. Das Burgplateau hat einen ovalen Grundriss von ungefähr 80 mal 50 m. Die Höhe des Plateaus zur tiefer liegenden Umgebung beträgt sechs bis sieben Meter. Die Hänge sind sehr steil und wahrscheinlich von Menschenhand künstlich verstärkt worden. Ein Zugangstor ist nicht eindeutig zu lokalisieren, dennoch ist das Plateau im Osten am flachsten. Hier wird der Zugang gelegen haben. Da der Wall heute im Wald liegt und ringsum von weiteren Bergspornen und tiefen Schneisen umgeben ist, konnte er nicht landwirtschaftlich genutzt werden und ist daher sehr gut erhalten. Genau nördlich gegenüber dem altslawischen Burghügel liegt ein weiterer unbewaldeter Bergsporn, der ebenfalls Wallreste trägt. Man vermutet, dass beide Anlagen eine Art Doppelburg bildeten und im 7. bis 9. Jahrhundert bestanden. Keramikfunde der Feldberger Ware datieren beide Burgen in diese Zeit.